# Alina Davletova
Alina Davletova –en ruso, Алина Давлетова– (Ufá, 18 de julio de 1998) es una deportista rusa que compite en bádminton, en las modalidades de dobles y dobles mixto.
Ganó una medalla de bronce en los Juegos Europeos de Minsk 2019 y una medalla de oro en el Campeonato Europeo de Bádminton de 2021.

## Palmarés internacional
| Juegos Europeos    | Juegos Europeos     | Juegos Europeos   | Juegos Europeos |
| Año                | Lugar               | Medalla           | Prueba          |
| ------------------ | ------------------- | ----------------- | --------------- |
| 2019               | Minsk (Bielorrusia) | Medalla de bronce | Dobles          |
| Campeonato Europeo |                     |                   |                 |
| Año                | Lugar               | Medalla           | Prueba          |
| 2021               | Kiev (Ucrania)      | Medalla de oro    | Dobles mixto    |